# Анашкин, Евгений Михайлович
Евге́ний Миха́йлович Ана́шкин (род. 18 июня 1970 года, Гусь-Хрустальный, Владимирская область, СССР) — советский и российский спортсмен, участник соревнований по велогонкам, чемпион мира, победитель игр Доброй воли.

## Биография
В десять лет начал заниматься велоспортом. Первым тренером стал заслуженный тренер России Евгений Михайловский.
В 27 лет завершил спортивную карьеру. Занялся бизнесом, открыл специализированный велосипедный отдел в магазине, затем свой велоцентр.

## Спортивные достижения
В четырнадцать лет стал мастером спорта, в шестнадцать — мастером спорта международного класса. Выступал как в трековых, так и в шоссейных соревнованиях.
Заслуженный мастер спорта, многократный чемпион мира, победитель игр Доброй воли 1990 года в велогонках на треке.
Участник летней Олимпиады 1996 года, где участвовал в квалификационных трековых заездах в командной гонке преследования, но на финальные заезды руководство команды поставило других гонщиков, которые и завоевали серебряные медали.